# パワーズフジミ
株式会社パワーズフジミ（POWERS Fujimi Co., Ltd.）は、かつて新潟県新潟市東区に本社を置き、同市を中心にスーパーマーケットチェーン「パワーズフジミ」を運営していた企業である。
2013年（平成25年）5月10日付で新潟地方裁判所に自己破産を申請して受理され、当時運営していた全店舗を閉鎖して事業を停止した。

## 概要
1975年（昭和50年）6月に佐藤食品工業（現：サトウ食品）と清水商事（清水フードセンター）が提携し、新潟市藤見町（現在の東区藤見町二丁目）に所在したボウリング場跡の建造物を再利用して開店した「フジミショッピングセンター」を前身とする。1981年（昭和56年）には同市桃山町二丁目（現在の東区）に2号店の「フジミショッピング桃山店」を開店したが、所在地は何れもサトウ食品の本社近隣であり、大規模な店舗展開は長年行ってこなかった。
しかし業容拡大の為、サトウ食品は1998年（平成10年）に食品スーパー事業を分社化し、株式会社パワーズフジミを設立、店舗ブランドも「パワーズフジミ」に改称した。鮮魚や精肉・青果などの生鮮品は販売当日に仕入れた商品を、その日のうちに売り切るという独特の販売手法で注目を集め、分社化以降は新潟市近郊を中心に積極的な店舗展開を進めた。
2005年（平成17年）には新潟交通グループが業務縮小のため解散した食品スーパー「新交ストアー」から「セサミ」3店舗を譲受し、店舗ブランドも一般店舗「パワーズフジミ」に加え、高級食材なども取り扱うハイグレード店舗「パワーズフジミorigin セサミ」の2業態による展開を開始し、既存店1店舗を「セサミ」に転換するなど店舗網の拡大を続け、ピーク時の2004年（平成16年）4月期には約195億7300万円の売上高を記録した。
しかし原信ナルスホールディングス（現在のアクシアル リテイリング）やウオロクなど県内の同業他社、更にはイオンやユニーなど全国展開のGMSをはじめとする各社による競争激化などもあって業績が悪化し、2007年（平成19年）4月期の決算で約8億円の債務超過に陥った。こうした背景から、サトウ食品は本業の食品加工に注力する為にスーパー事業からの撤退を決定し、同年12月22日付で全株式を仙台市の食品スーパー「モリヤ」に無償譲渡した。なお同社は既存店舗存続と全従業員の雇用継続を提示していた。
その新たなオーナー企業となったモリヤが2010年（平成22年）7月30日、民事再生法の適用を申請して経営が破綻した 一方で、パワーズフジミは別経営であったことから事業は継続し、2011年（平成23年）には同年8月22日付で新潟地裁新発田支部に自己破産を申請して経営破綻した村上市の食品スーパー「エノモト」が保有していた店舗のうち、4店舗を継承するなどして店舗網の拡大を続け、2012年（平成24年）には17店舗を運営していた。
しかし業績が回復しない中で多店舗展開を図ったのに加えて、前掲のモリヤが経営破綻したことで信用力が悪化し、支払い遅延を発生させるなどして資金繰りに行き詰まり、前掲のとおり2013年5月10日付で自己破産申請を新潟地裁に提出し、経営破綻した。同時点での負債総額は約27億4000万円にのぼった。

## 沿革
- 1975年（昭和50年）6月 - 佐藤食品工業が食品スーパー「フジミショッピングセンター」を開店。
- 1998年（平成10年）2月 - 佐藤食品工業の100%出資により、食品スーパー事業を分社化し「株式会社パワーズフジミ」を設立。
- 2005年（平成17年） - 新潟交通から同社子会社「新交ストアー株式会社」が保有していた「セサミ」のうち3店舗を譲受[3]。
- 2007年（平成19年）12月22日 - 佐藤食品工業が保有する全株式を「株式会社モリヤ」へ無償譲渡[5]。
- 2010年（平成22年）7月30日 - 株式会社モリヤが仙台地方裁判所に民事再生法の適用を申請。
- 2011年（平成23年） - 自己破産を申請した村上市の「株式会社エノモト」の4店舗を譲受。
- 2013年（平成25年）5月10日 - 自己破産申請を新潟地方裁判所に提出し受理され[1]、全事業を停止。
- 2015年（平成27年）12月24日 - 法人格消滅。

## 店舗

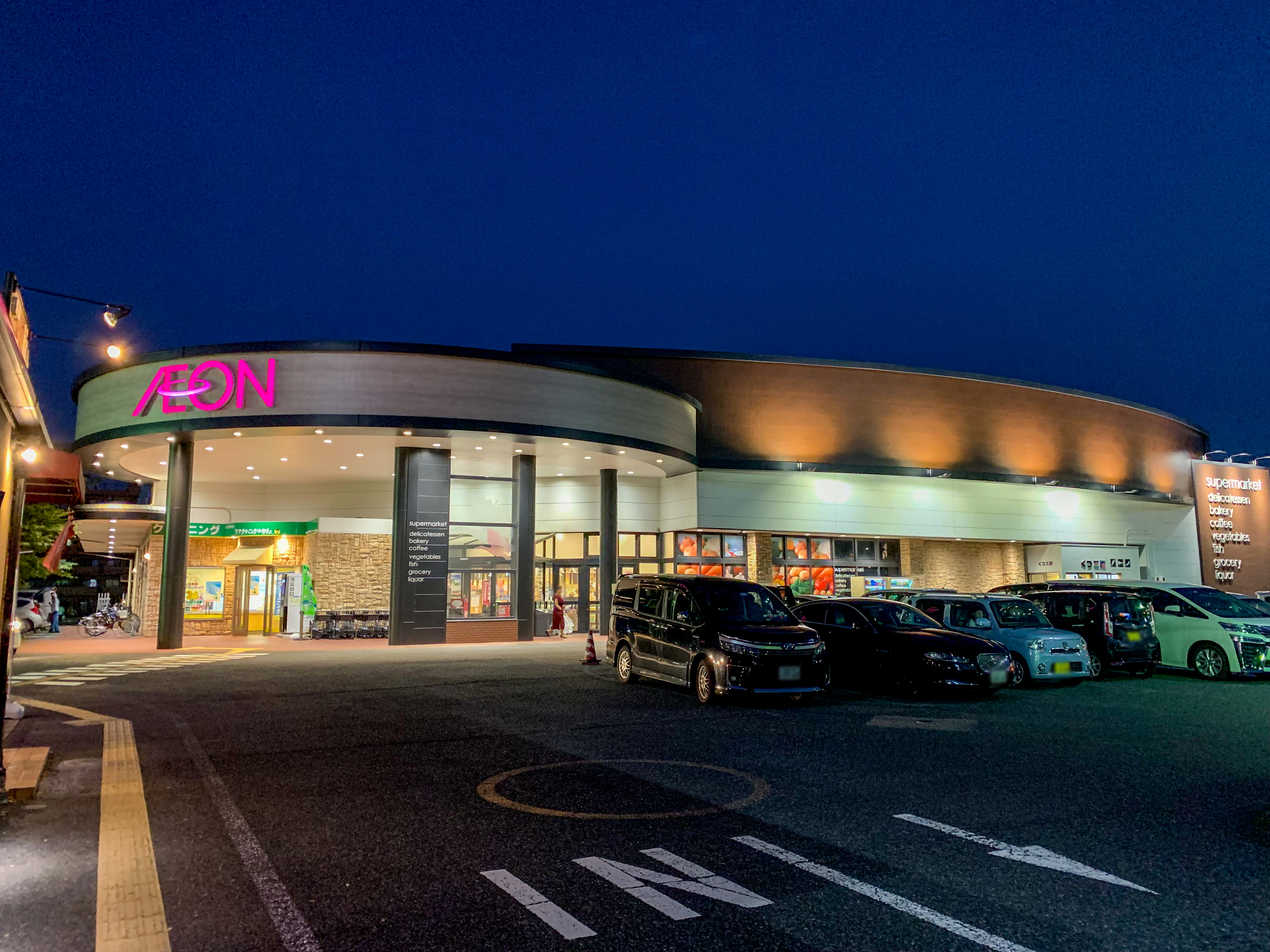
セサミ→パワーズフジミ→マックスバリュ→イオン 笹口店（2019年9月撮影）。

自己破産時点で保有していた17店舗の施設はその後、破産管財人によって整理が進められた結果、このうち12施設が下記企業の店舗施設等となった。
店舗名の特記が無いものは、店舗ブランドを変更した上で同一店舗名を使用している。
マックスバリュ東北へ売却 後、イオンリテールへ継承
7店舗が全て「マックスバリュ」に転換された後、2016年3月15日以降、順次「イオン」へ再転換される。
- 本店（新潟市東区藤見町二丁目） - マックスバリュ藤見町店
- 上木戸店（同区はなみずき二丁目）
- 笹口店（新潟市中央区南笹口二丁目）
- 山二ツ店（同区山二ツ一丁目）
- 亀田店（新潟市江南区亀田四ツ興野一丁目）
- 村上肴町店（村上市肴町）
- 荒川アコス店（同市藤沢）

マルイへ売却
2店舗が「マルイ」、1店舗が「アトレ」に転換。なお下記のうち佐渡店・寺尾台店は自己破産直前の2013年5月7日付で譲渡されたものである。
- 佐渡店（佐渡市窪田） - マルイ佐渡店
- 寺尾台店（新潟市西区寺尾台三丁目） - マルイ寺尾台店
- 花かいどう店（新潟市東区空港西一丁目） - パワーフードプラザ アトレ花かいどう店

リオン・ドールコーポレーションへ売却
1店舗が「リオン・ドール」に転換。
- 寺尾朝日通店（新潟市西区寺尾朝日通） - リオン・ドール寺尾店

原信（アクシアル リテイリンググループ）へ売却
1店舗の譲渡を受けテナント物件に転換。
- 黒埼店（新潟市西区山田）

店舗跡は同社の原信黒埼店の隣接地に位置することから改修の上でテナント物件に転換し、ハードオフコーポレーションがハードオフ・ブックオフ・オフハウス新潟黒埼インター店を出店
この他は岩船店（村上市八日市）は食品スーパー「ララ岩船店」となるも閉店（年月日不明）、新崎店（新潟市北区すみれ野二丁目）は旧パワーズフジミの従業員が中心となって設立した「グローバルミート」が継承し、店舗ブランドも「パワーズフジミ」を継続使用する形で2013年夏から順次営業を再開したものの、2014年（平成26年）2月4日付で自己破産を申請し事業を停止した。
なお新発田舟入店（新発田市舟入町三丁目）・山北店（村上市府屋）・鳥原店（新潟市西区鳥原）は売却先が付かず、このうち山北店・鳥原店は競売物件となった。